# Шнайдер (Індіана)
Шнайдер (англ. Schneider) — місто (англ. town) в США, в окрузі Лейк штату Індіана. Населення — 269 осіб (2020).

## Географія
Шнайдер розташований за координатами 41°11′34″ пн. ш. 87°26′46″ зх. д. / 41.19278° пн. ш. 87.44611° зх. д. (41.192861, -87.446196).  За даними Бюро перепису населення США в 2010 році місто мало площу 2,23 км², уся площа — суходіл.

## Демографія
Згідно з переписом 2010 року, у місті мешкало 277 осіб у 98 домогосподарствах у складі 72 родин. Густота населення становила 124 особи/км².  Було 113 помешкання (51/км²).
Расовий склад населення:
| - 97,1 % — білих - 1,1 % — корінних американців - 1,1 % — азіатів |

До двох чи більше рас належало 0,7 %. Частка іспаномовних становила 2,5 % від усіх жителів.
За віковим діапазоном населення розподілялося таким чином: 29,6 % — особи молодші 18 років, 60,3 % — особи у віці 18—64 років, 10,1 % — особи у віці 65 років та старші. Медіана віку мешканця становила 33,5 року. На 100 осіб жіночої статі у місті припадало 106,7 чоловіків;  на 100 жінок у віці від 18 років та старших — 99,0 чоловіків також старших 18 років.
Середній дохід на одне домашнє господарство  становив 50 519 доларів США (медіана — 39 583), а середній дохід на одну сім'ю — 46 312 долари (медіана — 38 281). За межею бідності перебувало 17,6 % осіб, у тому числі 34,2 % дітей у віці до 18 років та 8,0 % осіб у віці 65 років та старших.
Цивільне працевлаштоване населення становило 110 осіб. Основні галузі зайнятості: виробництво — 25,5 %, будівництво — 14,5 %, науковці, спеціалісти, менеджери — 9,1 %, транспорт — 8,2 %.